# Халл, Петер Адольф
Петер Адольф Халл (швед. Peter Adolf Hall; 23 февраля 1739[…], Бурос — 15 мая 1793[…], Льеж) — шведский художник-миниатюрист, один из крупнейших шведских мастеров портретной миниатюры.

## Биография
Родился в 1739 году в Буросе старшим из троих детей в семье зажиточного купца и члена городского магистрата.
Вместе с младшим братом изучал медицину и естественную историю на медицинском факультете  Уппсальского университета в 1753–1755 годах, где одним из его профессоров являлся Карл Линней. В последующие годы (1755—1759), братья отправились в типичное для того времени образовательное путешествие по Европе. В Берлине и Гамбурге Петер Адольф познакомился с музыкой и рисованием и полюбил оба искусства. Решив отказаться от профессии врача, он посвятил себя портретной миниатюре.
В мае 1766 года Халл начал работать художником в Париже. Три года спустя, в возрасте 30 лет, он был избран членом Королевской академии живописи и скульптуры, а несколько позже получил также звание придворного художника французского короля. В Париже Халл создал множество миниатюрных портретов представителей французского высшего света и королевской фамилии.
23 апреля 1771 года в Париже он женился на Марии Аделаиды Гобен (1752—1832), дочери богатого банкира. В этом браке родились три дочери и сын, из которых старшая, Аделаида, в дальнейшем профессионально занялась живописью. Мадам Халл рачительно вела хозяйство мужа и записывала его расходы и доходы в приходно-расходную книгу. Согласно книге, которая сохранилась, её муж в 1782—87 годах в среднем создавал 70 миниатюрных портретов в год, а его годовой доход в среднем составлял 25 000 ливров.
Человек прогрессивных взглядов, Халл дружил с маркизом де Лафайетом, и на первом этапе поддержал Французскую революцию. Однако, после радикализации революционного движения Халл вынужден был покинуть Париж. Его зять, маркиз де Фуриль, был растерзан революционной толпой через шесть недель после свадьбой с дочерью художника, Аделаидой, а большая часть имущества конфискована. В 1793 году художник скончался в Бельгии.

## Галерея
- Художница Сюзанна Жиру, жена Александра Рослина.
- Антониус Трист (англ.), архиепископ Гента (портрет создан Халлом примерно через сто лет после смерти епископа).
- Портрет художника Луи-Жозефа Мориса.
- Людовик Франсуа де Бурбон-Конти
- Семья художника.
- Портрет художника Юбера Робера.
- Портрет короля Франции Генриха IV (15553—1610); исполнен Халлом на полтора столетия позже на основе прижизненных портретов.
- Портрет дочери, художницы Аделаиды Халл.
- Автопортрет художника.